# Gosei Sentai Dairanger
Gosei Sentai Dairanger (五星戦隊ダイレンジャー, Gosei Sentai Dairenjā, vertaald als Five-Star Squadron Dairanger) is de zeventiende Sentai serie geproduceerd door Toei. De serie werd uitgezonden van  1993 tot begin 1994 en bestond uit 50 afleveringen. De serie diende als basis voor het tweede seizoen van Mighty Morphin Power Rangers, de serie volgde Kyoryu Sentai Zyuranger op.

## Verhaallijn
8000 jaar geleden heerste de Daos beschaving in China. De Daos beschaving bestond uit drie stammen: de Dai, de Shura (voorouders van de huidige mensen) en de Gorma. Toen de Gorma stam de macht probeerde over te nemen begon de oorlog tussen de Dai en Gorma stammen. De oorlog duurde 5000 jaar. Beide stammen slaagden erin hun Chi levels te vergroten waardoor ze bovennatuurlijke gaven kregen. De Gorma konden veranderen in sterke monsters terwijl de Dai leerden hoe ze de legendarische Chi-beesten konden commanderen. De oorlog eindigde toen beide stammen verdwenen.
In 1993 duikt de Gorma stam onverwacht weer op. Master Jiaxu zoekt vijf mensen met een hoog Chi-level uit om de nieuwe Dairangers te worden. De legendarische Chi beesten ontwaken weer om de nieuwe Dairanger bij te staan. De oorlog tussen de Dai en Gorma stammen laait weer op. De Dairanger krijgen onverwacht hulp van de mysterieuze Kibaranger die uiteindelijk de negenjarige Kou blijkt te zijn.
De gevechten tussen Dai en Gorma laten Daijinryuu, de bewaker van de natuurlijke balans in de wereld, ontwaken. Hij vernietigt het paleis van de Gorma wat de Dairanger in staat stelt om de Gorma te verslaan. Na hun overwinning blijkt dat de Gorma die de Dairanger bevochten slechts klonen waren van de echte. Vijftig jaar later verschijnt de Gorma tribe opnieuw en worden de kleinkinderen van de Dairangers uit 1993 de nieuwe Dairanger.

## Karakters

### Dairangers
- Ryou of the Heavenly Fire Star ("天火星" 亮, "Tenkasei" Ryō) / RyuuRanger (リュウレンジャー, Ryū Renjā, Dragon Ranger): hij is een directe afstammeling van de originele Dai stam. Hij heeft een jongere zus genaamd Youko. Hij wordt een Dairanger nadat hij is wordt aangevallen door een Gorma monster, maar gered wordt door zijn Chi beest.
- Daigo of the Heavenly Phantom Star ("天幻星" 大五, "Tengensei" Daigo) / ShishiRanger (シシレンジャー, Shishi Renjā, LionRanger): Het meest opvallende en beleefde lid van het team. Hij werkt bij een dierenwinkel. Hij is gespecialiseerd in een oude vorm van karate.
- Shouji of the Heavenly Gravity Star ("天重星" 将児, "Tenjūsei" Shōji) / TenmaRanger (テンマレンジャー, Tenma Renjā, PegasusRanger): hij droomt ervan om een bokskampioen te worden. Hij is een van de sterkste van het team. Hij zat vroeger bij een straatbende.
- Kazu of the Heavenly Time Star ("天時星"知, "Tenjisei" Kazu) / KirinRanger (キリンレンジャー, Kirin Renjā, QilinRanger): een stylist die al op zijn vijftiende het huis verliet en naar Tokio vertrok. Hij heeft nogal de neiging om zonder na te denken een gevecht aan te gaan.
- Lin of the Heavenly Wind Star ("天風星"リン, "Tenpūsei" Rin) / HououRanger (ホウオウレンジャー, Hōō Renjā, PhoenixRanger): het nichtje van master Jiaxu. Ze kwam naar Japan als uitwisselingsstudent uit China. Zij is naast Ryuu de enige Dairanger die een directe afstammeling is van de originele Dai stam.
- Kou of the Howling New Star ("吼新星"コウ, "Hōshinsei" Kō) / KibaRanger (キバレンジャー, Kiba Renjā, FangRanger): Kou is nog maar negen wanneer hij de Kiba-changer en het zwaard de Byakkoshinken in handen krijgt. De Kiba-changer stelt hem in staat te veranderen in de zesde Dairanger (en bij die verandering groeit hij ook tot het formaat van een volwassen persoon). In het begin probeert hij zijn identiteit nog geheim te houden. Later blijkt dat Kou de tweelingbroer is van Akomaru en de zoon van Shadam. Zijn moeder was een lid van de Dai stam. Kou leert later dat hij en Akomaru van de Gorma tweelingbroers zijn.

### Hulp
- Grandmaster Yufang (老道士虞翻, Rōdōshi Guhon): Rins overgrootoom. Hij geeft de Dairangers een groot deel van hun wapens.
- Byakkoshinken (白虎真剣, Byakkoshinken, White-Tiger True-Sword): een pratend zwaard door Yufang in een steen geplaatst totdat de uitverkorene hem zou komen ophalen. Dat blijkt uiteindelijk Kou te zijn. In het begin liet Kou vaak nog Byakkoshinken voor hem praten zodat niemand kon horen dat hij eigenlijk nog een kind was.

### Gorma
De Gorma was 80 000 jaar geleden een van de drie stammen die hoorden bij de Daos beschaving. Zij besloten echter de andere twee uit te roeien en de gehele beschaving over te nemen. De Gorma zijn mensen die een techniek hebben ontwikkeld om in monsters te veranderen.
Later in de serie blijkt dat de meeste Gorma leiders al lang geleden zijn overleden, en dat de huidige slechts klonen zijn: kleibeelden die tot leven zijn gebracht. Wie deze beelden heeft gemaakt is onduidelijk.
- Gorma XV (ゴーマ十五世, Gōma Jūgōsei) (20-49): de vijftiende keizer van de Gorma. Een meedogenloze, maar in zekere zin gestoorde leider. Hij wordt gedood door Shadam. Hij was ook een kleibeeld gemaakt door Shadam.
- The Gorma Triumvirate: de drie Gordom generaals:
  - Lt. Colonel Shadam (シャダム中佐, Shadamu Chūsa): de leider van de Gorma Triumvirate. Hij geeft alleen maar om macht en wil daarom de zestiende Gorma keizer worden. Dat gebeurt ook nadat hij de vorige keizer dood. Lange tijd wordt gedacht dat Shadam de laatste originele Gorma is, die de kleibeeldklonen van de anderen maakte. Wanneer Daijinryuu verschijnt wordt de oorlog tussen de Gorma en de Dairangers beslist in een één tegen één duel tussen Shadam en Ryou. Shadam verliest en blijkt wanneer hij sterft tot ieders verbazing ook een kleibeeld te zijn. Shadam is de vader van Akomaru en Kou. Of de echte Shadam nog leeft wordt niet onthuld, maar aangezien de Gorma 50 jaar later weer opduiken wordt vermoed van wel.
  - Lt. Colonel Gara (ガラ中佐, Gara Chūsa) (1-49): zij voegde zich bij de Gorma stam toen ze 10 was. Ze was ooit een Dai stamlid maar verkocht haar ziel aan de Gorma om wraak te kunnen nemen op Kujaku. Ze ontdekt later dat ze eigenlijk al 6000 dood is en nu slechts een klei beeld gecreëerd door Shadam.
  - Major Zydos (ザイドス少佐, Zaidosu Shōsa) (1-48): de brute kracht van de Gorma Triumvirate. Hij erkend alleen Shadam als leider. Ook hij blijkt later slechts een kleibeeld gemaakt door Shadam te zijn.
- Akomaru (阿古丸, Akomaru) (17-22, 31-44): een Gorma kind, de zoon van Shadam en tweelingbroer van Kou. Hij wil zijn vaders plaats als de militaire leider van Gorma innemen. Hij probeert om deze reden de Kiba krachten van Kou af te pakken. Akomaru sterft wanneer hij wordt verpletterd onder een steen, maar de Gorma keizer brengt hem later weer tot leven. Hij sterft later weer nadat hij dodelijk wordt verwond door Shadam.
- Chief Officer Jiaxu (嘉挧参謀長, Kaku Sanbōchō) (1-48, 50): Oorspronkelijk een lid van Gorma. Hij was het die de Dairangers vormde om de hedendaagse Gordom te bevechten onder het alias van Master Kaku (道士嘉挧, Dōshi Kaku). Maar nadat Daijinryuu verscheen keerde hij terug naar de Gorma. Hij hoopte de strijd te kunnen beëindigen als 16e keizer en Shadam kon verslaan. Hij werd echter door Shadam verslagen en stierf aan de gevolgen. Hij verscheen nog eenmaal als geest.
- Gorma Minions (ゴーマ怪人, Gōma Kaijin): de krijgers van de Gorma Tribe met zowel een menselijke als monstervorm.
- Cotpotros (コットポトロ, Kottopotoro): de soldaten van Gorma

## Mecha
De Mythische Chi Beesten (気伝獣, Kidenjū) zijn oude godachtige dieren die konden worden beheerst door leden van de Dai Stam.
- Dairen'oh (大連王, Dairen'ō, Great Union King): de primaire mecha van het Dairanger team. De combinatie van Ryuuseioh en het Heavenly Chi Palace. Is gewapend met de Dai Javelin (ダイジャベリン, Dai Jaberin) en het Great King Zwaard (大王剣, Daiōken). Zijn aanval is de Gailing Wind Rage Waves (疾風怒濤, Shippū Dotō, Sturm und Drang). Een andere aanval is de Chi Kung Shot (気功弾, Kikōdan).
  - Mythical Chi Beast Ryuuseioh (気伝獣龍星王, Kidenjū Ryūseiō, Dragon Star King): Ryous persoonlijke Chi Beast. Kan veranderen van een draak in de mensachtige krijger Mythical Chi Warrior Ryuuseioh (気伝武人龍星王, Kiden Bujin Ryūseiō). Beheerst vuur en bliksem en kan vuur spuwen. Wapen is de Flying Dragon Rod (飛龍棍, Hiryū Kon).
  - Heavenly Chi Palace (天空気殿, Tenkū Kiden): combinatie van de andere vier Mystieke Chi Beasts. Ryuuseioh in Warrior mode kan deze combinatie gebruiken als transportmiddel. Aanval is de Heavenly Great Windmill (天空大風車, Tenkū Dai Fūsha).
    - Mythical Chi Beast Star-Shishi (気伝獣星獅子, Kidenjū Sei Shishi, Star-Lion): deze leeuw kan mist oproepen om zichzelf te verbergen en illusies op te wekken bij zijn vijanden.
    - Mythical Chi Beast Star-Tenma (気伝獣星天馬, Kidenjū Sei Tenma, Star-Pegasus): Deze Pegasus kan stenen werpen en de zwaartekracht beheersen.
    - Mythical Chi Beast Star-Kirin (気伝獣星麒麟, Kidenjū Sei Kirin, Star-Qilin): kan vuurballen afschieten en de tijd beheersen.
    - Mythical Chi Beast Star-Houou (気伝獣星鳳凰, Kidenjū Sei Hōō, Star-Phoenix): kan vliegen, lasers afvurenen wervelwinden oproepen.
- Mythical Chi Beast Won Tiger (気伝獣ウォンタイガー, Kidenjū Won Taigā): het chibeest van Kou, de KibaRanger. Kan transformeren van een tijger in de Mythical Chi Warrior Won Tiger (気伝武人ウォンタイガー, Kiden Bujin Won Taigā). Is gewapend met 7 legendarische chi-parels in de cockpit die corresponderen met de zeven dagen van een Japanse week en de Japanse elementen. Door een van deze parels te gebruiken kan Won Tiger een speciale aanval uitvoeren. Zijn andere wapen is de Golden Sword (黄金剣, Ōgonken). Won Tiger kan combineren met het the Heavenly Chi Palace om de Kibadaioh (牙大王, Kibadaiō, Fang Great King) te vormend. Enkele van zijn aanvallen zijn Great Chi Power Punch (大気力パンチ, Dai Kiryoku Panchi) en de Smash to Atoms (木端微塵, Koppamijin).
- Super Mythical Chi Beast Daimugen (超気伝獣ダイムゲン, Chō Kidenjū Daimugen, Great Infinity): een enorme schildpad die ook kan veranderen in een menselijke gedaante genaamd Kameo.
- Heavy Armor Chi Palace (重甲気殿, Jūkō Kiden): De sterkste mechacombinatie van de Dairangers. Dit is de combinatie van alle zeven Chi Beesten. Vernietigt Gormamonsters met zijn Great Death Crush (大圧殺, Dai Assatsu) aanval waarbij hij zijn vijanden gewoon verpletterd.
- Daijinryuu (大神龍, Daijinryū, Great God Dragon): een wezen dat de natuurlijke balans van de wereld bewaakt. Hij verschijnt als de gevechten tussen de Dairangers en Gorma te ver gaan. Hij kiest geen partij voor een van beide kanten. In de finale vernietigde hij het Gorma paleis aangezien zij de bron van alle problemen waren.

## Trivia
- het pak van de Gordom keizer werd later gebruikt als kostuum voor Master Org in Power Rangers Wild Force.
- Daijinryuu is de eerste extra grote Mecha in een Sentai serie.

## Afleveringen
1. Iiiit's Heavenform!!! (転身だァァッ, Tenshin Daaā)
2. Iiiit's Chi-Power!!! (気力だァァッ!!, Kiryoku Daaā!!)
3. Your Souls, Please! (魂ちょうだい!, Tamashii Chōdai!)
4. We're Naive!! (俺たち甘いぜ!!, Oretachi Amai ze!!)
5. The Jewels Have Coome (あっタマきたッ, Attama Kitā)
6. Wind, Cut Through! (風よブッちぎれ, Kaze yo Butchigire)
7. Traitooor! (裏切り者ォッ!, Uragirimonoō!)
8. Daaaad!! (おやじぃぃッ!!, Oyajiiī!!)
9. Doon't be Vain (うぬぼれるなッ, Unuboreru nā)
10. Ah, the Vengeful Goddess (あァ復讐の女神, Aa Fukushū no Megami)
11. Gauss With a Magnet! (磁石でガウス!, Jishaku de Gausu!)
12. Druunk on Tofu (豆腐で酔ったァ, Tōfu de Yottaa)
13. The Ka-Kabuki Novice (カッカブキ小僧, Kakkabuki Kozō)
14. Well, a Wedding (イヨッ結婚ぢゃ, Iyokkekkon ja)
15. The 3 Idiots' Soccer (3バカサッカー, San Baka Sakkā)
16. Rumbling Child Stones (ゴロゴロ子供石, Gorogoro Kodomo Ishi)
17. He's Here, a New Warrior (出ました新戦士, Demashita Shin Senshi)
18. The (Secret) Byakko-chan (（秘）（ひみつ）の白虎ちゃん, (Himitsu) no Byakko-chan)
19. The Heart-Throbbing Pretty Girl (ドキドキ美少女, Dokidoki Bijōjo)
20. First Public Opening Of The Gorma Palace (初公開ゴーマ宮, Hatsu Kōkai Gōma Miya)
21. The Birth of a Mythical Chi Beast (気伝獣様ご誕生, Kidenjū-sama Go-tanjō)
22. The Great Secret Art of the Tiger Cub!! (虎の子大秘術!!, Toro no Ko Dai Hijutsu!!)
23. True Love at Full Speed (純愛まっしぐら, Jun'ai Masshigura)
24. The 3 Idiots' Super Baseball! (3バカ超野球!, San Baka Chō Yakyū!)
25. The Grouped Opposite Squadron (ぞろぞろ裏戦隊, Zorozoro Ura Sentai)
26. A Bad, Bad, Bad Guy (嫌な嫌な嫌な奴, Iya na Iya na Iya na Yatsu)
27. It it iit's the Final Punch (最終拳だだだッ, Saishū Kobushi Da Da Dā)
28. General Entrance!! (総登場だぎゃ!!, Sō Tōjō Dagya!!)
29. The (Secret) Inside Story of a Mother and Child's Tears (母子涙の（秘）裏話, Boshi Namida no (Hi) Urabanashi)
30. The Deadly, Fast-Talking Workaholic (必殺早口仕事人, Hissatsu Hayakuchi Shigotonin)
31. Again, a New Hero Came Forth (また出た新戦士, Mata Deta Shin Senshi)
32. The Ogre's Golden Kick (黄金キックの鬼, Ōgon Kikku no Oni)
33. An Idol's First Experience (アイドル初体験, Aidoru Shotaiken)
34. A Prickly Maiden Hunt (トゲトゲ少女狩, Togetoge Shōjo Kai)
35. New Secret Art, the Dance of Spiders (新奥義クモの舞, Shin Ōgi Kumo no Mai)
36. A 6000-Year Grudge... (恨み節6千年…, Urami Setsu Rokusennen...)
37. You Have to See It!! A Huuge Guy (必見!! でけェ奴, Hikken!! Dekee Yatsu)
38. Huh!! A Ceasefire!? (えーッ!! 停戦!?, Ēe!! Teisen!?)
39. The Demon Fist Falls in the Setting Sun (魔拳落日に散る, Maken Rakujitsu ni Chiru)
40. Farewell! 3 Idiots (さらば! 3バカ, Saraba! San Baka)
41. Kujaku's Great Ascension (クジャク大昇天, Kujaku Daishōten)
42. A Straight Line To Mommy (母ちゃん一直線, Okāchan Itchokusen)
43. The Ultra-White Prohibited Past (激白禁断の過去, Geki Shiro Kindan no Kako)
44. Impression!! You Cry Too (感動!! 君も泣け, Kandō!! Kimi mo Nake)
45. Disbanding for Real!! (本気（マジ）で解散!!, Maji de Kaisan)
46. The Heroes are Perfectly Naked (英雄（ヒーロー）まるはだか, Hīrō Maru Hadaka)
47. Woow~ The Truth (すっげェ～真実, Suggee~ Shinjitsu)
48. Magnificent!! Master Dies (壮絶!! 道士死す, Sōzetsu!! Dōshi Shisu)
49. Iiit's the Final Decisive Battle (最終決戦だァッ, Saishū Kessen Daā)
50. Let's Goooo! (行くぞォォッ, Iku zooō)

### Specials
- Gosei Sentai Dairanger the Movie (1993)